# Lago Labynkyr
Il Lago Labynkyr (in russo Лабынкыр?) è un lago situato in prossimità del villaggio di Ojmjakon, nell'Ojmjakonskij ulus, Sacha, nel nord-est della Siberia, in Russia.
La superficie del lago è di 61 km² ed è situato a 1.020 metri sopra il livello del mare. È profondo 53 metri.

## Il mostro del Lago Labynkyr
Secondo una leggenda, il Lago Labynkyr sarebbe la dimora di un mostro lacustre noto come "il Diavolo del lago", i cui primi avvistamenti risalirebbero addirittura al 1800.
Le descrizione fornite da testimoni del mostro affermano che esso sia di colore grigio scuro e di una lunghezza compresa tra i 7 e i 10 metri. Alcuni riferiscono anche che esso sia dotato di un collo molto lungo ed una bocca piena di denti aguzzi. Dalle descrizioni sembrerebbe trattarsi di un plesiosauro.

### Avvistamenti e ricerche
Nel 1953 lo scienziato sovietico Victor Tyerdokherbov affermò di aver avvistato un'enorme creatura acquatica nel Lago Labynkyr. Furono inviate cinque spedizioni ad indagare sulla cosa ma si rivelarono tutte fallimentari.
Nel 1964 il Dipartimento di Ricerca dell'Università Statale Lomosonov di Mosca organizzò una spedizione scientifica per verificare la cosa. Il biologo Nikolai Glandikh, biologo, affermò di aver veduto nuotare nell'acqua un enorme animale dalla testa simile a quella dei serpenti, molto simile ad un ittiosauro. Nei giorni seguenti altri due scienziati affermarono di avere anch'essi avvistato la creatura.
Nel 1978 un gruppo di studiosi decise di analizzare le acque del lago per studiarne gli aspetti chimici. Queste analisi furono interrotte a causa della fuga dal luogo degli studiosi, i quali affermarono di essere stati attaccati da un enorme mostro dalla bocca uncinata.
Nel 2012, Ludmila Emeliyanova, professore associato di Biogeografia dell'Università di Mosca, ha compiuto sul lago alcune ricerche servendosi di un sonar. Nel corso di tali ricerche il sonar avrebbe rivelato la presenza di un grosso animale sotto l'acqua.
Nel 2013 il geologo Dimitri Shiller ha guidato un gruppo di ricercatori della Società geografica russa a compiere altre ricerche sul lago. Utilizzando uno scanner subacqueo il gruppo avrebbe rinvenuto una grande mandibola ed uno scheletro appartenuti ad un animale di notevoli proporzioni. Se tali scoperte siano o meno veritiere non è stato però possibile appurarlo perché i resti rinvenuti non sarebbero stati portati in superficie dal gruppo di ricercatori.
Secondo diversi studiosi la creatura avvistata da diverse persone altro non sarebbe che un luccio o uno storione di grandi dimensioni.